# 마리아 (2005년 영화)
《마리아》(영어: Mary)는 미국, 이탈리아, 프랑스에서 제작된 에이블 페라라 감독의 2005년 드라마 스릴러 영화이다. 쥘리에트 비노슈 등이 출연하였고, 데이비드 호전 등이 제작에 참여하였다.

## 줄거리
예수의 삶을 극화한 영화 "This Is My Blood"에서 막달라 여자 마리아 역을 연기한 배우 마리 펄레이지는 영화에서 다룬 이야기의 진실을 찾아 예루살렘으로 간다. 이 영화의 감독이며 직접 예수 역을 연기한 토니는 뉴욕에서 영화를 홍보한다.
이 "영화 속 영화"는 정경이 아닌 나그함마디 문서에 기반한 점과 반유대주의로 대한 의심으로 사회 논란거리가 된다. 신앙 위기를 겪고 있는 방송 기자 테드는 예수의 삶을 다룬 텔레비전 프로그램을 진행하며 토니를 인터뷰하게 된다.

## 출연
- 쥘리에트 비노슈 - 마리 펄레이지/막달라 여자 마리아 역
- 매슈 모딘 - 토니 칠드러스/예수 역
- 포리스트 휘터커 - 테드 영거 역: 방송 기자.
- 헤더 그레이엄 - 엘리자베스 영거 역
- 마리옹 코티야르 - 그레천 몰 역
- 스테파니아 로카 - 브렌다 색스 역
- 마르코 레오나르디 - 베드로 역
- 투레 리펜슈타인 - 실바누스 역
- 개브리엘라 라이트 - 방송국 기사 역

## 기타 제작진
- 공동 제작: 장피에르 마루아
- 의상: 실비아 네비올로